# カンボジア航空
カンボジア航空（カンボジアこうくう、英語：Cambodia Airlines）は、ロイヤル・グループがカンボジア王国にかつて所有していた航空会社である。

## 歴史
初代カンボジア航空は1997年に設立され、2005年に営業休止となった。
2013年、2代目のカンボジア航空はフィリピン航空とロイヤル・グループの共同出資で設立された。運営は陳永栽グループによって運営されている。
2013年6月、フィリピンとプノンペン国際空港間のチャーター便で就航開始した。2014年、営業を停止した。

## 運航機材
国際線機材はエアバスA320-200、国内線はデ・ハビランド・カナダ DHC-8で運航している。